# يانكو ألكسي
يانكو ألكسي Janko Alexy (1894 – 1970) رسام وكاتب وناشر سلوفاكي شهير. يعتبر (بجانب مارتن بينكا ولودوفيت فولا) أحد رواد الفن السلوفاكي الحديث. درس في أكاديمية الفنون البصرية في براغ. بدأ مسيرته في الرسم بلوحات تعبيرية تستلهم جو المناطق الحضرية. ثم ابتدع لونا جديدا استلهمه من الأغاني والأساطير الشعبية. وكان الرسم بالباستيل أداته الرئيسية.

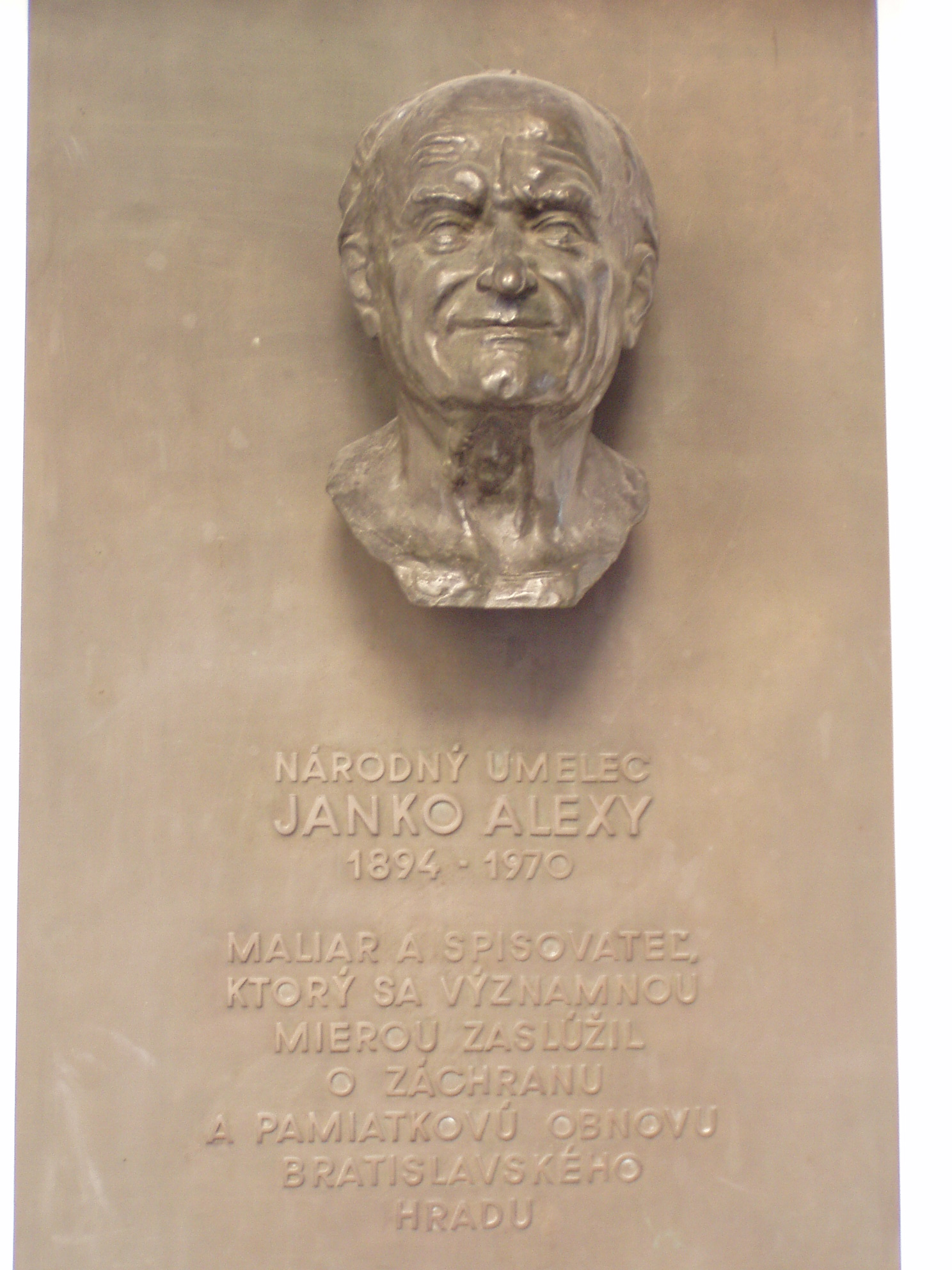
لوحة تذكارية للفنان

أما بالنسبة لإنتاجه الأدبي، فقد تناول ألكسي موضوعات من منطقة بوهيميا السلوفاكية، وموضوعات من سيرته الذاتية. ومن كتبه «الحياة ليست احتفالا» 1956 و«مصائر فناني النحت والرسم السلوفاكيين» في عام 1948.